# ヨハネス・バウアー
ヨハネス・バウアー（Johannes Bauer、1954年7月22日 - 2016年5月6日）は、ドイツの即興音楽とフリー・ジャズのトロンボーン奏者。同じくトロンボーン奏者のコニー・バウアーは兄である。

## 生涯
ハレ出身。1979年以降、ベルリンでフリーランスのミュージシャンとして働いてきた。
とりわけ、彼は次のグループと一緒に仕事をした。：マンフレッド・シュルツ・ウィンド・クインテット、ドッペルモッペル（コニー・バウアー、ウヴェ・クロピンスキー、ヘルムート・"ジョー"・サックス）、スローターハウス（ジョン・ローズ、ピーター・ホリンガー、ディートマー・ディースナー）、フッチ（トーマス・レーン、ジョン・ローズ）、ケン・ヴァンダーマーク・テリトリー・バンド、ペーター・ブロッツマン・テンテット。
バウアーは、2016年5月6日に61歳で亡くなった。

## ディスコグラフィ

### リーダー・アルバム
- Johannes Bauer Annick Nozati Fred Van Hove (1989年、AMIGA) ※with アニック・ノザッティ、フレッド・ヴァン・ホーフ
- 『オーガニック・パラグラフ』 - Organo Pleno (1993年、FMP) ※with アニック・ノザッティ、フレッド・ヴァン・ホーフ
- Metslawier (1994年、X-OR) ※with Luc Houtkamp、Carl G. Beukman、Gert-Jan Prins
- Live In Bremen (1995年、Aufruhr) ※with Hans-Peter Hiby、Marcio Mattos、Martin Blume
- Bauer Bauer (1995年、Intakt) ※with コニー・バウアー
- In The Tradition (1996年、In Situ) ※with アラン・シルヴァ、ロジャー・ターナー
- Pijp (1997年、WIMpro) ※with コニー・バウアー、フレッド・ヴァン・ホーフ
- Futch (2007年、Jazzwerkstatt) ※with ジョン・ローズ、トーマス・レーン
- Goosetalks (2010年、Kilogram) ※with ペーター・ブロッツマン、Mikołaj Trzaska
- Bold Times (2011年、Rare Music) ※with トニー・レヴィン、ポール・ダンモール、ポール・ロジャース
- Live Im Künstlerhaus (2012年、gligg) ※Posaunenglanzterzett名義。with Matthias Müller、Christof Thewes
- Blue City (2017年、Trost) ※with ペーター・ブロッツマン
- Summer Music 1995 (2018年、FMP)
- Kulturhaus Mitte Berlin (2018年、Carbon Edition) ※with Hermann-Keller-Quartett